# Luis Bárcenas Gutiérrez
Luis Bárcenas Gutiérrez (Huelva, 22 augustus 1957) is een Spaans politicus, gelieerd aan de Partido Popular (PP). 
Luis Bárcenas was tot 2009 penningmeester van de PP op benoeming van Mariano Rajoy. In dat jaar werd hij in verband gebracht en aangeklaagd in verband met de zaak-Gürtel, een corruptieschandaal binnen de gelederen van de PP. Hij staat in de boeken van Francisco Correa, op dat moment het middelpunt van de corruptiezaak, als Luís el cabrón ('Luis de schurk'). Bárcenas was toen nog senator en dus was voor deze aanklacht het opheffen van zijn parlementaire onschendbaarheid vereist. Dit deed de senaat op 22 september 2009, op verzoek van het hooggerechtshof. 
Op 6 april 2010 werd het bewijsmateriaal in de zaak-Gürtel vrijgegeven, waaruit blijkt dat Bárcenas, tezamen met andere belangrijke leden van de PP, verdacht wordt van illegale financiering van de partijkas. Een paar dagen later, op 19 april gaf hij zijn senaatszetel op. Ruim een jaar later, op 1 september 2011, werd de zaak tegen Bárcenas gesloten wegens gebrek aan bewijs, maar in maart 2012 heropende de Audiencia Nacional de zaak voor fiscale delicten en belastingontduiking. 
Op 16 januari 2013 lekte uit dat de onderzoeksrechter had achterhaald dat Bárcenas, samen met andere personen, 38 miljoen euro op Zwitserse bankrekeningen had staan. Hiervan had hij 11 miljoen geregulariseerd door middel van een amnestie voor belastingontduikers, afgekondigd door Rajoy na diens installatie als premier van de tiende legislatuur. Enkele dagen later verscheen in het dagblad El Mundo het nieuws dat Bárcenas gedurende 20 jaar verantwoordelijk zou zijn geweest voor het uitbetalen van zwarte bonussen aan topbestuurders van de PP. Het zou gaan om periodieke betalingen van tussen de 5.000 en de 15.000 per keer. Het geld zou afkomstig zijn van grote bouwbedrijven, verzekeringsmaatschappijen en anonieme giften. Hiertoe zou er binnen de partij al sinds 1989 een zwarte boekhouding bestaan.
Op 31 januari kopte het dagblad El País met het nieuws dat de krant in bezit zou zijn van kopieën van de zwarte boekhouding van de partij. Uit die documenten zou blijken dat de zwarte betalingen tot in de top van de partij waren gedaan, tot aan Mariano Rajoy zelf toe, maar ook aan andere (voormalige) kopstukken, zoals Javier Arenas, Francisco Álvarez-Cascos en María Dolores de Cospedal. In juni 2013 werd Bárcenas in preventieve detentie genomen in verband met mogelijke corruptie.
- Catàleg d'autoritats de noms i títols de Catalunya: 981058615047106706
- Gemeinsame Normdatei: 1047901137
- International Standard Name Identifier: 0000 0004 3032 2406
- Library of Congress Control Number: n2013060764
- Système universitaire de documentation: 194852040
- Virtual International Authority File: 307421851
- WorldCat: E39PBJx8JQ73KYRFTb3xW8XTpP